# Гордон Михайло Володимирович
Гордон Михайло Володимирович (нар. 1 липня 1902, Ярославль — пом. 19 січня 1968) — український вчений-правознавець, професор, доктор юридичних наук, заслужений діяч науки РРФСР, завідувач кафедри цивільного права (1951—1968) Національної юридичної академії імені Ярослава Мудрого.

## Біографія
Народився 1 липня 1902 року у місті Ярославлі.
У 1924 року закінчив юридичний факультет Харківського інституту народного господарства. На початку трудової діяльності займався практичною роботою як юрисконсульт провідних господарських органів: у 1927–1931 роках — юрисконсульт Раднаркому УРСР, у 1931–1935 роках — юрисконсульт Наркомторгу УРСР.
З 1926 по 1929 роки навчався в аспірантурі Харківського інституту народного господарства, потім працював на посадах доцента (1929–1935); у 1940–1941, 1944–1968 роках — професор, у 1948–1952 роках — заступник директора з навчальної та наукової роботи, завідувач кафедри цивільного права (1951–1968) Харківського юридичного інституту. В роки радянсько-німецької війни був професором Ташкентського юридичного інституту. У 1935 році затверджений кандидатом юридичних наук без захисту дисертації (з урахуванням написаних робіт дисертаційного характеру). У 1940 році захистив докторську дисертацію на тему «Основні проблеми радянського авторського права». Досліджував проблеми авторського, сімейного, спадкового права. У 1967 році був учасником міжнародної конференції з перегляду Бернської конвенції про охорону літературних та художніх творів (Стокгольм).
Помер Михайло Володимирович Гордон 19 січня 1968 року.

## Наукова діяльність
Підготував 20 кандидатів наук. Серед них, зокрема, А. В. Федоров (м. Одеса), захистивший у 1968 р. дисертацію на тему «Цивільноправове регулювання повітряних перевезень пасажирів».

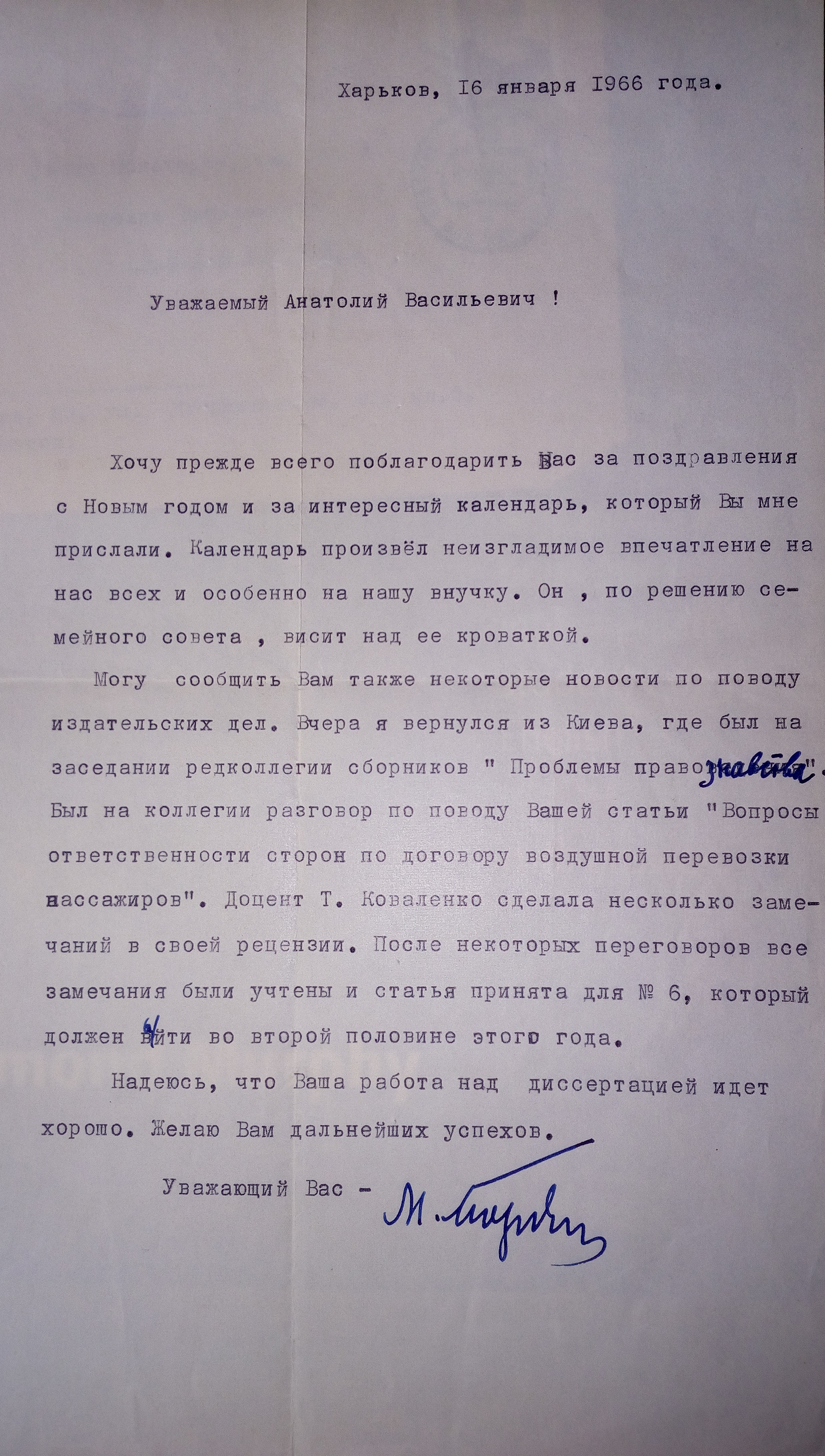

Опублікував понад 70 наукових праць: «Радянське авторське право», «Лекції з радянського цивільного права», «Договірно-правові форми боротьби за якість продукції», «Радянське цивільне право», «Спадкування за законом і заповітом», «Як радянський закон захищає сімейні права громадян» та ін.